# Oberhausbergen
Oberhausbergen  es una comuna de Francia situada en el departamento de Bajo Rin, en la región de Alsacia. 
Forma parte de la Comunidad urbana de Estrasburgo.
- Datos: Q21511
- Multimedia: Oberhausbergen / Q21511

1. ↑  Worldpostalcodes.org, código postal n.º 67205.
2. ↑  INSEE, Datos de población para el año 2012 de Oberhausbergen (en francés).